# 聖波德烈
聖波德烈（英語：Proterius of Alexandria，—457年），於451至457年擔任亞歷山大牧首 。他在迦克墩公會議中被提命接替被定罪的狄奧斯庫若。